# Stazione di Teltow Città
La stazione di Teltow Città (in tedesco Teltow Stadt) è una stazione ferroviaria posta sulla linea Lichterfelde-Teltow. Serve la città di Teltow.

## Movimento
La stazione è capolinea meridionale della S 25.